# Resolution 1710 des UN-Sicherheitsrates
Die Resolution 1710 des UN-Sicherheitsrates ist eine Resolution zur Situation zwischen Äthiopien und Eritrea, die der Sicherheitsrat der Vereinten Nationen am 29. September 2006 auf seiner 5541. Sitzung einstimmig angenommen hat. Gegenstand der Resolution ist die Verlängerung des Mandats der United Nations Mission in Ethiopia and Eritrea (UNMEE) um vier Monate bis zum 31. Januar 2007
Der Sicherheitsrat berief sich auf alle seine früheren Entscheidungen und Erklärungen zur Problematik, insbesondere auf die UN-Resolutionen 1320, 1430, 1466, 1640 und 1681 und stellte die Einhaltung des Abkommens von Algier und die Wichtigkeit der Umsetzung der Entscheidung der Eritrea-Ethiopia Bondary Commission (EEBC, UN-Dokument S/2002/423) heraus. 
Das Gremium bestätigte die bestehende Temporäre Sicherheitszone (TSZ), die in dem Waffenstillstandsabkommen vom 18. Juni 2006 (Dokument S/2000/601) festgelegt wurde und fordert alle Seiten auf, diese Zone zu respektieren. Der Rat unterstrich, dass die Markierung der Grenze zwischen Äthiopien und Eritrea elementar ist und dass beide Seiten sich einverstanden erklärt hatten, dass die Entscheidungen der EEBC endgültig und bindend sind.
Der Sicherheitsrat hat bei seiner Entscheidung den Bericht des Generalsekretärs der Vereinten Nationen über Äthiopien und Eritrea vom 19. September 2006 (Dokument S/2006/749) berücksichtigt. Neben der Verlängerung des Mandats von UNMEE verlangte die Resolution erneut die Erfüllung der Resolution 1640, speziell
- die Rücknahme der Behinderungen von UNMEE durch Eritrea ohne Zögern und Vorbehalte,
- die Unterstützung und Zusammenarbeit mit dem Personal der Vereinten Nationen durch beide Seiten und
- die umgehende Markierung der Grenze durch Äthiopien gemäß der Entscheidung durch die EEBC.

Eritrea hatte seinen Luftraum für Hubschrauberfluge von UNMEE gesperrt und den Zutritt zur Sicherheitszone für UN-Angehörige aus bestimmten Staaten verweigert. In diesem Zusammenhang wurde ernste Besorgnis über die Verhaftung und Ausweisung von Angehörigen von UNMEE ausgedrückt.
Die Resolution drückte auch die Absicht der Vereinten Nationen aus, den Status von UNMEE zu ändern, falls beide Seiten bis zum 31. Januar 2007 keine Fortschritte bei der Grenzziehung zeigen. 